# مايك سوليفان (سياسي)
مايك سوليفان هو سياسي كندي، ولد في 9 نوفمبر 1952 في ديترويت في الولايات المتحدة. حزبياً، نشط في الحزب الديمقراطي الجديد. وقد انتخب عضو مجلس العموم الكندي.